# Eudorylas definitus
Eudorylas definitus är en tvåvingeart som först beskrevs av Hardy 1961.  Eudorylas definitus ingår i släktet Eudorylas och familjen ögonflugor.
Artens utbredningsområde är Kongo. Inga underarter finns listade i Catalogue of Life.